# عبدالظاهر ابراهیم‌خیل
عبدالظاهر شریفی  (زاده: ۱۲ ثور/اردیبهشت ۱۲۸۹ لغمان - درگذشتهٔ: ۲۰ میزان/مهر ۱۳۶۱ کابل) یک سیاست‌مدار تاجیک اهل افغانستان  و نخست وزیر افغانستان از ۱۹ جوزا/خرداد ۱۳۵۰ تا ۲۱ قوس/آذر ۱۳۵۱ بود.